# Christa Muth
 (décembre 2022).
Christa Muth, née le 24 novembre 1949 à Rheydt, est une systémicienne allemande, professeure de management et consultante, connue pour avoir souligné l'importance des aspects intangibles dans les organisations et les stratégies commerciales.
Elle a développé une approche qu'elle a appelé "Human Systems Engineering" enseignée dans le cadre d'un MAS (Master of Advanced Studies) à la HES-SO (Haute École Spécialisée de Suisse occidentale) et à la ZHAW (Zürcher Hochschule der angewandten Wissenschaften). Après avoir remis la direction de ce programme à un successeur, elle a développé un nouveau domaine d'intérêt dans le domaine de «l'innovation sociétale». Muth a passé la plus grande partie de sa vie en Suisse.
Muth est une femme trans, née garçon, elle a fait sa transition à l'âge de 58 ans, en moins de six mois, sous l’œil du public, avec l'appui de son employeur, de ses collègues, étudiants, clients et amis. Jusque-là elle avait vécu et publié sous les noms "Christophe Muth", "Christoph Muth" and "Chris Muth", essentiellement en français, en allemand et en anglais sur les thèmes de management et de stratégie de business.

## Jeunesse et formation
Muth est née à Rheydt, aujourd'hui un arrondissement de Mönchengladbach (Rhénanie-du-Nord-Westphalie), dans une famille d'industriels du textile, dont la foi luthérienne a conduit la famille de son grand-père maternel à refuser l'adhésion au parti nazi NSDAP, ce qui les mit en danger pendant le Troisième Reich. Après la fin de la guerre, cette rigueur s'est traduite en quinze ans de succès, entre autres dus au fait que les forces alliées privilégiaient les partenaires qui n'avaient pas été nazis. En 1960, quand il était clair que l'industrie textile allemande n'avait pas de chances de survie sous la pression de la concurrence asiatique, la mère de Muth, prévue comme successeur de son père, s'est retirée et l'entreprise a cessé la fabrication. Elle a déménagé avec son deuxième mari dans la région de Lausanne. Par conséquent, Muth a fait ses études en français et plus tard au Tessin en italien. Elle a obtenu sa maturité à Bellinzone. Elle a étudié l'histoire économique et de sociologie à l'Université de Genève où elle a eu l'occasion de travailler et de partager des idées avec des intellectuels comme Edgar Morin, Jean Ziegler, Jean Piaget et de Paolo Freire. Muth a obtenu son doctorat en 1991 sur le campus de Suisse de La Jolla University, San Diego, où elle a assisté au cours de Paul Watzlawick et de Henri Laborit. Sa thèse de doctorat (en allemand) était sur le thème de l'éducation universitaire (Erfolg und Marketing von Privatuniversitäten).

## Expérience professionnelle dans le contexte post 68
Bien que Muth avait été active dans la mouvance de '68, elle avait toujours défendu une attitude politiquement libérale : promotion d'entreprises alternatives plutôt qu'affrontement violent avec le système. À son avis, ces entreprises avaient l'avantage de développer une compréhension approfondie des réalités et des contraintes en matière de management afin de pouvoir transformer la réalité, ce qui lui semblait préférable à juger et condamner. Ainsi, elle a participé au lancement de plusieurs entreprises alternatives. La condition pour ses contributions était toujours un modèle de gestion participative, voire d'autogestion, une orientation sur la durabilité, ainsi que la création d'emplois pour ceux qui étaient en difficulté à trouver du travail approprié et en conformité avec leurs valeurs. En dépit de son crédo et de ses intentions, Muth a été sévèrement critiquée en raison de son style de management qui a été perçu par certains comme pseudo-démocratique et autoritaire. Certaines des entreprises auxquelles elle avait contribué ont pu se maintenir jusqu'à aujourd'hui. La plus connue, où elle avait joué un rôle de premier plan en tant que fondateur-gérant pendant six ans est probablement Voyages APN à Genève, à l'origine une agence de Voyages et entreprise de transport par autocars sous la forme juridique d'une coopérative. Dix ans après son départ, le personnel a repris l'entreprise en laissant tomber la forme coopérative et en instaurant la "propriété privée".

## Développement de concepts de management et de stratégie
Dès 1982, Muth a été active dans la valorisation de technologies, M & A, gestion des successions et le développement de l'organisation. En vingt ans de conseil pour les organisations publiques et privées de toutes tailles et de tout genre, elle a souvent accepté des affectations à haut risque où la survie de l'organisation était en jeu. Elle a initié et géré plusieurs retournements de cultures organisationnelles en privilégiant les facteurs immatériels pour résoudre les situations critiques, telles que la communication, la motivation, le travail d'équipe, la culture d'entreprise. La plupart du temps, son approche s'est révélée judicieuse, surtout en comparant avec les interventions fondées exclusivement sur les structures, les faits et les chiffres. Muth est intervenue à des niveaux hiérarchiques élevés dans de grandes entreprises en Suisse et en Europe, telles qu'UBS, Swiss Re, CS, Swisscom, et Electrolux. D'un point de vue méthodologique, Muth a été fortement influencée par la pensée systémique de Frederic Vester/, de James Grier Miller (de)), le modèle du cerveau tri-unique de Paul D. MacLean, l'analyse existentielle de Viktor Frankl  ainsi que par les recherches sociologiques sur le thème du "bonheur" de Mihaly Csikszentmihalyi.
Dans son rôle de contributrice principale et de cheffe de projet pour la méthodologie Leonardo 3.4.5 elle condense ces concepts dans un outil destiné à aider les organisations à maîtriser la complexité et à évaluer les stratégies d'organisation en relation avec les styles de pensée des équipes de direction. Cette méthode a été développée comme un projet de recherche Eureka avec la participation d'équipes de recherche en Suisse, en Angleterre, en Italie, en Allemagne et en France.
De 2003 à 2009, Muth a été présidente d'une association industrielle, Industrie Graphique Suisse (IGS). À cette époque, elle s'est engagée à réorienter l'industrie de l'imprimerie au développement durable en offrant à la branche analyses et concepts pour la survie dans le contexte de la globalisation,,,,,. Pendant sa présidence, l'association est devenue leader dans les méthodes pour le développement durable de la branche ("impression climatiquement neutre") en refusant l'alibi d'une politique extensive de certificats de compensation.

## Contributions aux changements dans le système suisse des Hautes Écoles
En 1993, Muth a été engagée comme consultante pour esig+ (École Suisse d’Ingénieurs de l’Industrie Graphique et de l’emballage). L'école avait l'ambition de devenir la première école de niveau universitaire en Europe à obtenir une certification de qualité ISO 9001. Pour ce faire un revirement dans la culture de l'organisation et les méthodes d'enseignement était nécessaire. Ainsi, ses connaissances et intérêts en neurosciences, biologie de l'apprentissage, psychologie, systémique et développement de l'organisation venaient à point nommé. Au cours de la certification, esig + est devenu le principal modèle pour le groupe de travail de Rolf Dubs (de) qui était à ce moment le mentor de la Confédération suisse pour le développement des universités de sciences appliquées (Hautes Écoles Spécialisées (HES)). Muth a été invitée à contribuer de façon extensive au sujet de sa vision futuriste de l'enseignement et des établissements universitaires. Elle a participé en tant que membre informel de la direction de l'esig+ dans l'ensemble du processus de développement.
Muth a fortement préconisé d'inclure les soft skills, compétences non techniques et compétences sociales, dans les programmes universitaires et de transformer les méthodes d'enseignement et les relations entre les professeurs et les étudiants en conséquence. De nombreuses innovations dans le contexte académique, comme la possibilité de faire le mémoire de diplôme ou de master en groupes sont dus à sa pugnacité à défier les traditions universitaires.
En 2000, l'esig+ a été fusionnée dans la HEIG-VD comme département Comem+ (Communications Engineering Management) et la direction a demandé à Muth de rendre le type de savoirs qu'elle avait utilisé pour piloter le revirement de culture de l'esig+ transmissible afin qu'il puisse être enseigné dans le cadre d'un Master of Advanced Studies (MAS).

## Human Systems Engineering
C'est dans le cadre de ce mandat, dès 1999, que Muth a lancé le concept de Human Systems Engineering (en) et a écrit le premier iter studiorum. Plus tard, elle a été rejointe par la Prof. Marie-France Bourdais pour la mise au point de la version finale du programme afin de pouvoir le tester avec le premier groupe d'étudiants en 2002. HSE est devenu assez populaire et a reçu un accueil chaleureux de la presse économique et financière,. À partir de 2008, le programme a été enrichi avec plusieurs cours de spécialisation à option. Muth a dirigé HSE jusqu'à sa transition fin 2008 et a organisé sa succession en remettant la direction à sa collègue Pr Marie-France Bourdais.

## Transition
Muth était consciente de son identité de genre depuis sa plus tendre enfance. Elle a tenté à plusieurs reprises une transition, sans succès. Les valeurs rigides dans son contexte social et familial, la honte, l'absence de perspectives professionnelles et la peur ont empêché un coming out. En 1981, elle a vécu quatre mois en tant que femme, mais cette tentative a échoué car elle pensait que son passing n'était pas suffisant. Il n'y avait pas de soutien psychologique et médical spécifique pour cette problématique à cette époque. Ce n'est que vingt-cinq ans plus tard, à l'âge de 57 ans, lors d'une longue période de maladie, clouée au lit, qu'elle s'est rendu compte qu'elle n'échapperait pas à son destin si elle voulait survivre. Entretemps, une communauté de personnes concernées s'était formée sur Internet et avait mis au point une liste de praticiens compétents et de chirurgiens expérimentés. De la décision finale à la chirurgie, une seule année s'est écoulée. Muth a été opérée par le Dr Preecha Tiewtranon à Bangkok avant son coming out professionnel et social, qu'elle a fait quatre mois plus tard. À partir de ce moment, sa transition a eu lieu sous les yeux du public, étant donné qu'elle a continué à donner ses cours et fait face à ses responsabilités professionnelles.
Pendant sa transition, Muth a été accompagnée avec la caméra par Laurence Périgaud, une anthropologue de l'Université de Neuchâtel. Cette dernière en a fait un film documentaire sélectionné pour l’édition 2012 du festival international Visions du réel. Ce film au titre « Entre il et ailes » montre qu’une transition peut avoir lieu dans de bonnes conditions et être un chemin d’émancipation et d’individuation au sens jungien.
Depuis sa transition, Muth prend une part active dans le débat sur les questions transgenres  et est un membre actif de TGNS (TransGender Network Switzerland).

## Innovation sociétale
Après sa transition, Muth a développé un nouveau domaine d'intérêt académique dans l'innovation sociétale, en faisant valoir que trop d'idées pour résoudre des problèmes de société sont refusées ou oubliées à cause de mentalités conservatrices. Elle a lancé l'initiative des "Houses of ...." avec l'idée que pour chaque thème problématique on peut montrer les implications et les solutions dans une telle maison à thèmes. C'est ainsi qu'elle a été invitée à se joindre au comité du projet 2020 de Alliance F, l’organisation faîtière des associations féminines suisses.
Dans le domaine de l'innovation sociétale, Muth a publié trois thèses dans de nombreux articles et dans un petit ouvrage collectif :
- Toutes les branches ou entreprises qui remplissent trois conditions (gros chiffres d'affaires, savoirs bien structurés et enseignés dans des institutions académiques, savoir-faire documentés dans des systèmes de qualité), quitteront les pays industrialisés pour les pays émergents.
- L'avenir des pays industrialisés dépend de leur capacité d'innovation et de leurs compétences dans la gestion de la complexité.
- Une déglobalisation aura lieu tôt ou tard, en fonction de la capacité des branches entières de passer à la durabilité et d'imposer les règles et procédures respectives en tant que normes obligatoires.

Actuellement, Muth travaille à la HEIG-VD, où elle enseigne ces sujets, conseille entreprises et politiciens, écrit et est active dans la recherche.

## Vie privée
Pendant sa vie d'homme, Muth a été mariée et père d'un enfant. Aujourd'hui, elle vit comme célibataire à Yverdon-les-Bains, station thermale et siège de la HEIG-VD dans le Canton Vaud.